# Jadran film
Jadran film est une société de production et de distribution de cinéma fondée en 1946 à Zagreb, en RSS de Croatie (Yougoslavie). Entre le début des années 1960 et la fin des années 1980, Jadran film a été l'un des studios de cinéma les plus importants et les plus remarquables d'Europe centrale, avec quelque 145 productions internationales et environ 120 productions yougoslaves tournées au studio au cours de ces trois décennies, dont deux films primés aux Oscars et l'adaptation à l'écran, en 1962, du roman de Franz Kafka, Le Procès (1962), par Orson Welles. Le mot Jadran désigne la mer Adriatique en serbo-croate.
Pendant la majeure partie de son existence, il a été l'un des deux principaux studios de cinéma yougoslave (avec Avala Film à Belgrade) et l'une des rares sociétés cinématographiques à avoir joué un rôle majeur dans l'histoire du cinéma croate après la Seconde Guerre mondiale, avec Croatia film (hr) et Zagreb Film (qui est principalement connu pour ses films d'animation).
Dans les années 1990, la société a connu une forte récession lors de l'éclatement de la Yougoslavie et la plupart des biens de la société ont été vendus ou sont tombés en ruine lors de la privatisation qui a suivi. La société continue de produire des films, bien que la production de Jadran film, autrefois volumineuse, se soit réduite à une poignée de films produits chaque année, principalement des coproductions croates et régionales.

## Historique
Jadran Film a été fondé en 1946 et a produit son premier film l'année suivante, le long métrage yougoslave Ce peuple vivra (1947). Le plateau de tournage appartenant à Jadran film, situé dans le quartier de Dubrava à Zagreb, a rapidement été séparé en une société indépendante nommée Dubrava film (qui a ensuite été réincorporée dans Jadran film en 1962). La période la plus fructueuse de Jadran film s'est déroulée sous la direction de Sulejman Kapić, dont l'assistant de longue date était le producteur Branko Lustig.
Entre les années 1960 et 1990, Jadran film était l'un des studios de cinéma les plus importants et les plus connus d'Europe centrale, et quelque 124 longs métrages yougoslaves et 145 coproductions internationales ont été tournés au studio au cours de ces trois décennies. Les premières productions internationales tournées au studio étaient des péplums de série B produits en Italie à la fin des années 1950, notamment David et Goliath (1960), avec Orson Welles dans le rôle du roi Saül et Ivica Pajer (sh) dans le rôle de David.
Jadran film a bénéficié de ces premières coproductions car les producteurs italiens ont aidé la société à établir un certain nombre de départements auxiliaires qui fournissaient des cascades, des chevaux, des décors et des figurants pour les films historiques à grande échelle qui étaient populaires à l'époque, de sorte que les studios de Jadran film ont commencé à être utilisés régulièrement pour filmer des scènes représentant la Rome antique, des villages vikings, Jérusalem ou l'Ouest américain. Un autre avantage de Jadran film était que les hôtels locaux étaient considérablement moins chers qu'ailleurs en Europe, de sorte que Zagreb devint un choix de prédilection pour les productions étrangères employant de grandes équipes de tournage.
Les adaptations à l'écran, produites par la Yougoslavie et l'Allemagne, de la série de livres Winnetou, dont l'action se déroule dans l'Ouest sauvage, ont été l'une des productions les plus connues de Jadran film. La série, composée de 11 films tournés entre 1962 et 1968 dans les gorges de la rivière Paklenica et à Grobnik, près de Rijeka, a été très populaire en Allemagne de l'Ouest à l'époque et est considérée comme le précurseur du western spaghetti. Des épisodes de plusieurs séries télévisées américaines des années 1980 ont également été tournés à Zagreb par des équipes de Jadran film, notamment Le Souffle de la guerre (1983), Les Douze Salopards (1967) et Les Orages de la guerre (1988).
Jadran Film a également participé à la réalisation de deux films primés aux Oscars : le film américain Le Choix de Sophie (1982) d'Alan J. Pakula (avec Meryl Streep) et le film ouest-allemand Le Tambour (1979), de Volker Schlöndorff, lauréat de l'Oscar 1980 du meilleur film en langue étrangère) ont tous deux été tournés en partie à Zagreb. Un autre film notable coproduit par Jadran Film est l'adaptation cinématographique par Orson Welles du roman de Franz Kafka Le Procès (1962), qui a été tourné à Zagreb avec Anthony Perkins, Jeanne Moreau et Romy Schneider. 
Au début des années 1990, avec le début de la guerre de Yougoslavie en Croatie, Jadran film a perdu la plupart des avantages qu'elle offrait, et les productions cinématographiques étrangères ont commencé à se tourner vers d'autres pays de l'ancien bloc de l'Est (Slovaquie, Tchéquie, Hongrie, Pologne, Roumanie) qui pouvaient offrir des techniciens de cinéma expérimentés et des lieux de tournage comparativement moins chers aux productions occidentales. Jadran film a connu un déclin, le nombre d'employés est passé de 300 à 80 et l'équipement cinématographique et les décors appartenant à la société se sont délabrés, les travaux d'entretien ayant effectivement cessé. En outre, la privatisation de l'entreprise, autrefois propriété de l'État, a également contribué aux problèmes de Jadran Film,.
L'immense terrain de Dubrava, dans l'est de Zagreb, qui servait autrefois à la construction de plateaux de tournage, a été vendu dans les années 1990 et transformé en centre commercial. Une affaire a éclaté à propos de la vente de ce terrain, dans laquelle était impliqué le journaliste Denis Kuljiš (hr), qui avant la vente était président du conseil de surveillance de Jadran film et qui, selon certaines allégations, aurait vendu le terrain de manière suspecte.
Au fil du temps, Jadran film est devenu bien moins actif. Il n'a plus la capacité d'organiser de grandes coproductions comme il en tournait autrefois. Au cours du premier semestre 2007, il a enregistré une perte de 3,9 millions de kuna croate, soit trois millions de kuna de plus qu'un an plus tôt.